# Picea retroflexa
Picea retroflexa ist eine Art aus der Familie der Kieferngewächse (Pinaceae). Sie ist in China heimisch und wird von einigen Autoren als eine Varietät der Borsten-Fichte (Picea asperata) angesehen.

## Beschreibung
Picea retroflexa wächst als immergrüner Baum, der Wuchshöhen von bis zu 45 Metern und Brusthöhendurchmesser von bis zu 1 Meter erreichen kann. Die graubraune Stammborke ist gefurcht und in unregelmäßig große, raue Platten geteilt. Die glatte oder leicht behaarte Rinde der Zweige ist anfangs rot- oder gelbbraun und verfärbt sich bis in das zweite Jahr hin braun oder bräunlich grau.
Die harzigen Winterknospen sind kegel- bis kegelig-eiförmig. Die leicht gebogenen Nadeln sind bei einer Länge von 1 bis 2 Zentimeter und einer Breite von 0,1 bis 0,2 Zentimeter linealisch mit spitz zulaufendem oberen Ende und haben einen viereckigen bis rautenförmigen Querschnitt. Auf allen Nadelseiten befinden sich vier bis acht Stomatalinien.
Picea retroflexa ist einhäusig-getrenntgeschlechtig (monözisch). Die Blütezeit erstreckt sich in China von April bis Mai. Die Zapfen sind bei einer Länge von 5 bis 16 Zentimetern und einem Durchmesser von 2,5 bis 3,5 Zentimetern länglich-elliptisch bis zylindrisch geformt. Die anfangs grünen Zapfen verfärben sich zur Reife im September oder Oktober hin hellbraun bis rötlich braun. Die Samenschuppen haben selten eine zweigelappte Spitze, sind verkehrt-eiförmig und sind etwa 2 Zentimeter lang sowie rund 1,5 Zentimeter breit. Ihre Ränder sind ganzrandig, selten auch leicht gezähnt. Die bei einer Länge von etwa 4 Millimeter elliptischen Samen besitzen einen bei einer Länge von etwa 11 Millimeter länglichen, verkehrt-eiförmigen Flügel.
Die Chromosomenzahl beträgt 2n = 24.

## Verbreitung und Standort
Das natürliche Verbreitungsgebiet von Picea retroflexa liegt in China. Es umfasst dort den im nördlichen Ningxia gelegenen Helan Shan, das östliche und südliche Gansu, das südwestliche Shaanxi, das westliche Sichuan, das südöstliche Xizang sowie Qinghai.
Picea retroflexa gedeiht in Höhenlagen von 2400 bis 4700 Metern. Sie ist eine Baumart des kontinental geprägten Alpinklimas mit niedrigen Jahresniederschlägen. Sie wächst vor allem an Nordhängen mit sauren Böden. In niedrigen Höhenlagen werden vor allem Mischbestände mit der Schensi-Tanne (Abies chensiensis), der Roten China-Birke (Betula albosinensis), Picea aurantiaca, der Likiang-Fichte (Picea likiangensis) sowie mit der Chinesischen Hemlocktanne (Tsuga chinensis). In höheren Lagen bildet Picea retroflexa Reinbestände oder wächst zusammen mit der Schuppenrindigen Tanne (Abies squamata).
Picea retroflexa wird in der Roten Liste der IUCN als „stark gefährdet“ eingestuft. Die Bestände sind in der Vergangenheit um 50 bis 70 Prozent geschrumpft. Als Grund werden vor allem unkontrollierte Holzschlägerungen in den 1950er- bis in die 1990er-Jahre genannt. Die chinesische Regierung hat unter anderem zum Schutz dieser Art vor kurzem Holzschlägerungen im westlichen China verboten. Neben den Schlägerungen stellen vor allem Brände eine Gefahr dar. Weiters wird durch Weidetätigkeit die Naturverjüngung reduziert.

## Systematik
Picea retroflexa wird innerhalb der Gattung der Fichten (Picea) der Untergattung Picea, der Sektion Picea, der Untersektion Picea und der Serie Asperatae zugeordnet.
Die Erstbeschreibung als Picea retroflexa erfolgte 1906 durch Maxwell Tylden Masters in Journal of the Linnean Society, Botany, Band 37(262), Seite 420. Sie wird von einigen Autoren als Varietät der Borsten-Fichte (Picea asperata) angesehen.